# Esther Rots
 (octobre 2018).
Esther Rots, née le 23 mai 1972 à Groenlo, est une réalisatrice, productrice et scénariste néerlandaise.

## Filmographie
- 2002 : Speel Met Me[2]
- 2003 : Ik Ontspruit[3]
- 2005 : Dialogue Exercise no.1: City
- 2009 : Can Go Through Skin[4]
- 2011 : Elephant Feet de Dan Geesin
- 2011 : Evolutie Van Soorte : co-réalisé avec Dan Geesin[5]
- 2018 : Retrospekt[6]